# Élise Huchard
Pour les articles homonymes, voir Huchard.
Élise Huchard, née le 20 février 1980, est une primatologue et chercheuse française, spécialisée en écologie comportementaliste travaillant pour le CNRS. Elle est récipiendaire de la Médaille de bronze du CNRS 2017.

## Biographie
Après avoir suivi des études vétérinaires de 1998 à 2004, obtenant un doctorat en médecine vétérinaire à l'Université Toulouse-III-Paul-Sabatier, elle prépare et obtient entre 2004 et 2005 un master en écologie et biologie évolutionniste à l'université de Montpellier. De 2005 à 2008, elle prépare et obtient un doctorat en science avec une thèse préparée conjointement à l'Institut des sciences de l'évolution de Montpellier (ISEM) et à l'Institut de zoologie de Londres. Elle effectue deux post-doctorats en Allemagne et au Royaume-Uni, à l'université de Cambridge.
En 2014, elle est recrutée comme chargée de recherche au Centre d'écologie fonctionnelle et évolutive de Montpellier puis elle rejoint l’ISEM deux ans plus tard.
Ses recherches portent sur le fonctionnement des sociétés animales, à travers l'étude d'espèces telles que les suricates, les babouins ou les mandrills.
Elle publie un article dans Science sur l’évolution de l’infanticide chez les mammifères qui lui offre une reconnaissance internationale dans son domaine.

## Distinctions et récompenses
- Médaille de bronze du CNRS 2017